# Herent

Herents vapen

Herents läge inom provinsen Vlaams-Brabant

Herent är en kommun i provinsen Vlaams-Brabant i regionen Flandern i Belgien. Herent hade 19 563 invånare per 1 januari 2008.